# Alexandrina Cabral

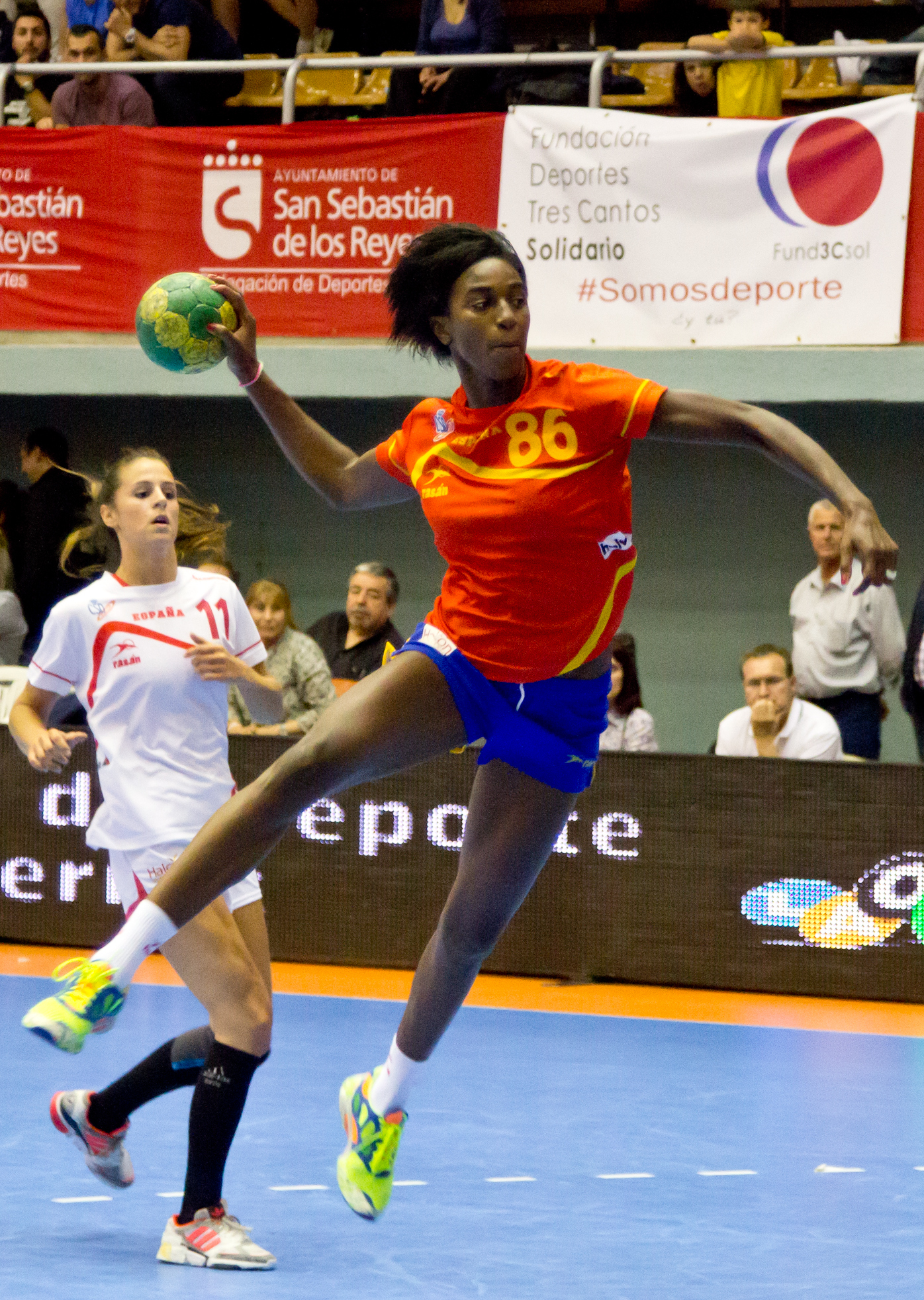
Jogo de Andebol All Star 2013, realizado em San Sebastián de los Reyes, Madrid, Espanha. 8 de junho de 2013

Alexandrina Cabral Barbosa (Lisboa, 5 de maio de 1986) é uma jogadora profissional de andebol portuguesa, naturalizada espanhola. Atualmente joga na Liga Națională, através do clube CSM București, e na seleção espanhola de andebol feminino.

## Biografia
Nascida em Lisboa, Portugal, a 5 de maio de 1986, Alexandrina Cabral Barbosa é a nona de 11 irmãos, sendo filha de pais portugueses de ascendência cabo-verdiana. Começou a praticar andebol em Portugal, viajando depois para Espanha, Roménia, Alemanha, França e Rússia, onde jogou profissionalmente em vários clubes desportivos de andebol feminino. Em junho de 2012, recebeu a cidadania espanhola, passando desde então a representar a seleção espanhola nas competições internacionais. Utiliza regularmente o número 86, ano de seu nascimento, nas competições nacionais e internacionais.

## Carreira

### Clubes
Começou a jogar profissionalmente entre 2003/2004 e 2004/2005 no clube Madeira Andebol SAD.
Apenas um ano depois, na temporada de 2005-2006, Alexandrina Cabral Barbosa ficou classificada entre as 10 melhores marcadoras da Liga dos Campeões da Europa de Andebol Feminino da EHF, enquanto jogava pelo CBM Astroc Sagunto. Marcou 46 pontos no formato antigo da competição.
Anos mais tarde, jogando pelo SD Itxako, foi a quinta melhor marcadora da EHF Champions League na temporada de 2010-2011 e quarta em 2011-2012.
Em abril de 2012 assinou contrato com o clube romeno CS Oltchim Râmnicu Vâlcea, e em 2013 pelo clube alemão Thuringer HC, onde jogou apenas por uma temporada.
Entre 2014/2015 e 2015/2016, jogou no clube francês Fleury Loiret HB, e entre 2016/2017 e 2017/2018 no clube russo Rostov-Don.

### Seleção Nacional
Em 2012, após jogar profissionalmente durante vários anos fora do seu país de origem, Alexandrina Cabral Barbosa obteve a cidadania espanhola e começou a representar a selecção de Espanha a nível internacional.

## Conquistas
- Campeonato Espanhol:
  - Vencedora: 2011, 2012
- Taça de Espanha:
  - Vencedora: 2012
- Campeonato Romeno:
  - Medalhista de prata: 2009
- Liga dos Campeões da EHF:
  - Finalista: 2011
  - Semifinalista: 2006, 2013
- Taça EHF de Andebol Feminino:
  - Vencedora: 2016
  - Semifinalista: 2009

## Prémios individuais
- Jogadora mais valios do Troféu dos Cárpatos: 2013[8]
- Melhor lateral esquerdo do Campeonato Francês: 2015, 2016
- Melhor marcador da Taça dos Vencedores de Taças da EHF: 2015
- Melhor lateral esquerdo da All-Star Team do Campeonato Mundial: 2019